# Diaspis hererina
Diaspis hererina är en insektsart som beskrevs av Abraham Munting 1969. Diaspis hererina ingår i släktet Diaspis och familjen pansarsköldlöss. Inga underarter finns listade i Catalogue of Life.